# Maslak
Maslak è una mahalle e uno dei principali quartieri commerciali di Istanbul, Turchia, sul lato europeo del Bosforo. Esso faceva parte del distretto di Şişli, ma dopo il 2012 fa parte del distretto di Sarıyer.
Maslak è in diretta concorrenza con il vicino quartiere di business Levent per nuovi progetti di grattacieli. Al momento, il grattacielo più alto completato a Maslak è il Sun Plaza (38 piani) mentre il più alto grattacielo attualmente in costruzione a Maslak (così come Istanbul e nel resto della Turchia) è il Diamond of Istanbul, che comprende tre torri collegate, la più alta delle quali avrà 53 piani sopra il livello di terra e raggiungerà un'altezza di 270 metri (superando l'attuale grattacielo più alto completato a Istanbul, Istanbul Sapphire (261 m / 54 piani) nel vicino quartiere degli affari di Levent.) Il Diamond of Istanbul sarà anche il primo grattacielo in acciaio in Turchia, dove (in contrasto con la situazione negli Stati Uniti) la costruzione in acciaio ha costi più alti che con il calcestruzzo. La ragione della scelta dell'acciaio è stata la sua forza relativa nel resistere ai terremoti, frequenti nella città, mentre il calcestruzzo risulta più resistente al fuoco.
Le stazioni "İTÜ–Ayazağa" e "Atatürk Oto Sanayi" della metropolitana di Istanbul sono a Maslak. È in progetto una linea di funicolare (la F5) che attraverserà il quartiere collegando la linea M2 della metropolitana a İTÜ–Ayazağa e il molo di İstinye sul Bosforo.